# Compsodes
Compsodes es un género de cucarachas de la familia Corydiidae. Fue descrito por Hebard en 1917.

## Especies
- Compsodes cucullatus (Saussure & Zehntner, 1894)
- Compsodes delicatulus (Saussure & Zehntner, 1894)
- Compsodes perezgelaberti Gutiérrez, 2012
- Compsodes schwarzi (Caudell, 1903)